# Hans Robert Hiegel

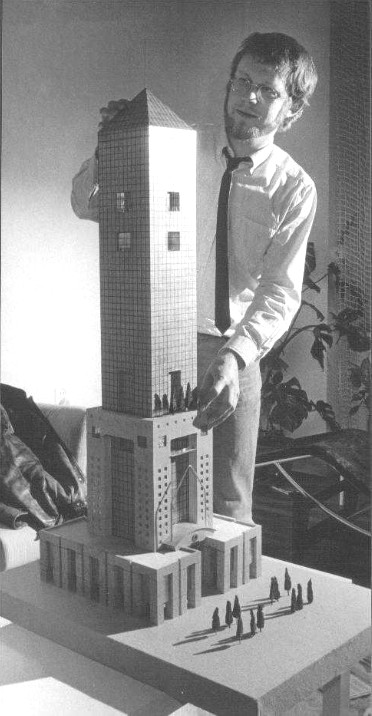
Hans Robert Hiegel mit einem Modell des Campanile, Ende der 1980er Jahre

Hans Robert Hiegel (* 6. Januar 1954 in Kaiserslautern) ist ein deutscher Architekt und Stadtplaner.

## Leben
Nach einem Studium in Kaiserslautern ließ sich Hiegel in London nieder, wo er bei David Greene studierte und im Jahr 1977 das AA Diplom von der Architectural Association erhielt. Ein Jahr später ließ er sich in Karlsruhe nieder und gründete das Büro H.R.Hiegel Architekten und Stadtplaner.
Im Jahr 1981 kaufte das Deutsche Architekturmuseum Entwürfe von Hiegel an, ein Hochhausmodell wurde ebenfalls erworben, der Vorläufer zum Campanile. Das Centre Pompidou ließ den Campanile-Entwurf von Hiegel aus Legosteinen nachbauen und zeigte diesen im Rahmen der Ausstellung “L’architecture est un jeu magnifique”.
1984 zeigte die Pfalzgalerie Kaiserslautern die Ausstellung Architecture in transition: neue Architektur; 7 junge Architekten aus Amerika, Deutschland, England und Italien u. a. mit Projekten von Hiegel.
Neben seiner praktischen Tätigkeit lehrte er als Gastdozent in London, New York, Kassel, an der HfG Karlsruhe und an der Bezalel Academy of Arts and Design in Jerusalem.
In den Jahren von 1989 bis 1994 war Hans Robert Hiegel Vorsitzender des Bundes Deutscher Baumeister in Karlsruhe.
Zur 300-Jahr-Feier von Karlsruhe im Jahr 2015 wurde auch Hans Robert Hiegel im Rahmen der Aktion 300 Jahre – 300 Köpfe interviewt. Hiegel war bis 2017 als Kirchenältester der evangelischen Kirche aktiv.

## Architektonisches Werk
Hiegels Frühwerk kann teilweise der späten Moderne zugeordnet werden, so etwa das Haus Agne aus dem Jahr 1983. Anschließend wies das Werk von Hiegel postmoderne Züge auf. Eine Publikation bescheinigte Hiegel neben Jourdan & Müller „Witz und lockere Gebärde“.
Etwa zeitgleich entstanden auch klassisch anmutende Entwürfe, welche die Wahrnehmung des Werks Hiegels bis heute prägen, insbesondere sein umstrittener Entwurf für den Campanile neben dem Frankfurter Hauptbahnhof, der als Vorlage für den Messeturm gilt und als Legomodell auch in einer Ausstellung des Centre Pompidou zu sehen war. Das MoMA erwarb von Hiegel Unterlagen zu dem Projekt.
Sein bisheriges Hauptwerk ist das Haus Bayer. Weitere Werke sind der Kindergarten Oase in Muggensturm 1988, die Umspannstation Karlsruhe Ost, Lessingstr. 6 1992, Grabstein Hodina, Umbau Fritz, die Innenraumsanierung der Matthäuskirche 2008 und der Autobahnmeisterei 2009 in Karlsruhe, sowie der Umbau des Pfarramtes der Emmauskirche Karlsruhe 2014. Auf Einladung der Stadt Königstein präsentierte Hiegel 2015 städtebauliche Studien über die Zukunft der Stadt.

## Theorie
1982 stellte Hiegel das Projekt Referential Transformations vor, welches zu städtebaulichen Fragen Stellung bezog.
Hiegel ist Mitglied der Freimaurerloge „Friede und Freiheit“ in Karlsruhe; er verwies immer wieder auf die architektonischen Wurzeln der Freimaurerei. Seine Haltung verdeutlicht sich vor allem in einer Veröffentlichung des Pegasus Verlages, in der er Architektur als „verlorengegangenes geistiges Gut“ bezeichnet. Darüber hinaus veröffentlicht er eigene Schriften im von ihm mitgegründeten Verlag „mens architecturae“.
In einem Interview der Stuttgart 21-Befürworter verwies Hiegel auf die städtebaulichen Chancen, die das Projekt bietet.

## Auszeichnungen
- 1976: Preis der Karlsruher Universitätsgesellschaft[9] und des DAAD
- 2005: Ehrennadel des Badischen Landesbischofs